# Nedertorneå-Haparanda församling
Nedertorneå-Haparanda församling var en församling i  Luleå stift i Haparanda kommun i Norrbottens län. Församlingen uppgick 2010 i Haparanda församling. 

## Administrativ historik
Församlingen bildades omkring 1340 genom utbrytning ur Luleå församling under namnet Torneå församling. 20 augusti 1482 utbröts Särkilax församling (Övertorneå). Benämningen Nedertorneå förekom redan under 1500-talets förra hälft, då Torneå pastorat första gången delades. 1620 utbröts Torneå stadsförsamling i anslutning till att Torneå blev stad. 1745 utbröts Karungi församling (Karl Gustav). 5 september 1809 överfördes församlingen till Finland och utbröts den svenska delen, Nedertorneå församling, som också återfördes till Sverige. Namnändring till Nedertorneå-Haparanda skedde 13 april 1928. Församlingen uppgick 2010 i Haparanda församling.
Församlingen var mellan 1923 och 1977 uppdelad i flera kyrkobokföringsdistrikt: från 1923 Seskarö kbfd (251501, från 1967 258302), från 13 april 1928 tillkom Haparanda kbfd (258300, från 1967 258301) och Nedertorneå kbfd (251502, från 1967 258303, denna uppgick 1975 i Haparanda kbfd).

### Pastorat
På 1890-talet var Nedertorneå ett regalt pastorat. Systemet med regala pastorat avskaffades genom 1910 års prästvallag.
- 1340 till 1413: Annexförsamling i pastoratet Luleå och Torneå.
- 1413 till 20 augusti 1482: Eget pastorat.
- 20 augusti 1482 till 20 november 1530: Moderförsamling i pastoratet Torneå och Särkilax.
- 20 november 1530 till 1538: Eget pastorat.
- 1538 till 20 augusti 1606: Moderförsamling i pastoratet Torneå och Särkilax.
- 20 augusti 1606 till 1614: Eget pastorat.
- 1614 till 1647: Moderförsamling i pastoratet Nedertorneå, Enontekis och Simojärvi.
- 1647 till 1673: Moderförsamling i pastoratet Nedertorneå, Enontekis, Simojärvi och Torneå.
- 1674 till 1745: Moderförsamling i pastoratet Nedertorneå och Torneå.
- 1745 till 1785: Moderförsamling i pastoratet Nedertorneå, Karungi och Torneå.
- 1785 till 1809: Moderförsamling i pastoratet Nedertorneå och Torneå.
- 1809 till strax före 2010: Moderförsamling i pastoratet Nedertorneå och Haparanda[4]
- Strax före 2010: Moderförsamling i pastoratet Nedertorneå-Haparanda och Karl Gustav.

## Befolkningsutveckling
| Befolkningsutvecklingen i Nedertorneå-Haparanda församling 1805–2005 | Befolkningsutvecklingen i Nedertorneå-Haparanda församling 1805–2005 | Befolkningsutvecklingen i Nedertorneå-Haparanda församling 1805–2005 | Befolkningsutvecklingen i Nedertorneå-Haparanda församling 1805–2005 | Befolkningsutvecklingen i Nedertorneå-Haparanda församling 1805–2005 |
| --- | -------------------------------------------------------------------- | -------------------------------------------------------------------- | -------------------------------------------------------------------- | -------------------------------------------------------------------- |
| |                                                                      |                                                                      |                                                                      |                                                                      |
| År |                                                                      |                                                                      | Folkmängd                                                            |                                                                      |
| 1805 | 1805                                                                 |                                                                      | 1 416                                                                |                                                                      |
| 1810 | 1810                                                                 |                                                                      | 1 237                                                                |                                                                      |
| 1820 | 1820                                                                 |                                                                      | 1 591                                                                |                                                                      |
| 1830 | 1830                                                                 |                                                                      | 1 944                                                                |                                                                      |
| 1840 | 1840                                                                 |                                                                      | 1 986                                                                |                                                                      |
| 1850 | 1850                                                                 |                                                                      | 1 879                                                                |                                                                      |
| 1860 | 1860                                                                 |                                                                      | 1 995                                                                |                                                                      |
| 1870 | 1870                                                                 |                                                                      | 2 033                                                                |                                                                      |
| 1880 | 1880                                                                 |                                                                      | 2 347                                                                |                                                                      |
| 1890 | 1890                                                                 |                                                                      | 2 520                                                                |                                                                      |
| 1900 | 1900                                                                 |                                                                      | 3 056                                                                |                                                                      |
| 1910 | 1910                                                                 |                                                                      | 3 972                                                                |                                                                      |
| 1920 | 1920                                                                 |                                                                      | 4 209                                                                |                                                                      |
| 1930 | 1930                                                                 |                                                                      | 6 692                                                                |                                                                      |
| 1935 | 1935                                                                 |                                                                      | 7 157                                                                |                                                                      |
| 1940 | 1940                                                                 |                                                                      | 7 209                                                                |                                                                      |
| 1945 | 1945                                                                 |                                                                      | 7 436                                                                |                                                                      |
| 1950 | 1950                                                                 |                                                                      | 7 223                                                                |                                                                      |
| 1955 | 1955                                                                 |                                                                      | 7 131                                                                |                                                                      |
| 1960 | 1960                                                                 |                                                                      | 6 969                                                                |                                                                      |
| 1965 | 1965                                                                 |                                                                      | 7 180                                                                |                                                                      |
| 1970 | 1970                                                                 |                                                                      | 6 909                                                                |                                                                      |
| 1975 | 1975                                                                 |                                                                      | 7 334                                                                |                                                                      |
| 1980 | 1980                                                                 |                                                                      | 8 176                                                                |                                                                      |
| 1985 | 1985                                                                 |                                                                      | 8 555                                                                |                                                                      |
| 1990 | 1990                                                                 |                                                                      | 9 149                                                                |                                                                      |
| 1995 | 1995                                                                 |                                                                      | 9 547                                                                |                                                                      |
| 2000 | 2000                                                                 |                                                                      | 9 191                                                                |                                                                      |
| 2005 | 2005                                                                 |                                                                      | 9 081                                                                |                                                                      |
| Anm: Befolkning den 31 december enligt den administrativa indelningen den 1 januari följande år. Haparanda stad ansågs ibland vara en egen församling, och har av SCB redovisas som en separat församling i statistikhänseende och ingår inte här under perioden 1850-1920; Under 1920-talet förtydligades att Haparanda stad var inte en egen församling utan ett kyrkobokföringsdistrikt inom Nedertorneå-Haparanda församling. Därav avser statistiken från och med 1930 Nedertorneå-Haparanda församling. |                                                                      |                                                                      |                                                                      |                                                                      |

## Series pastorum
- 1903–1927: Johan Anton Nyman
- 1929–1958: Carl Gustaf Forsström
- 1958–1962: Hans Hof
- 1962–1977: Isak Johannes Huhtasaari
- 1977–tidigast 1981: Sven Gustav Engström

## Kyrkor
- Haparanda kyrka
- Seskarö kyrka